# Methanolacinia
A Methanolacinia a Methanomicrobiaceae családba tartozó Archaea nem. Az archeák – ősbaktériumok – egysejtű, sejtmag nélküli prokarióta szervezetek.

## Fordítás
- Ez a szócikk részben vagy egészben  a   Methanolacinia című angol Wikipédia-szócikk fordításán alapul.  Az eredeti cikk szerkesztőit annak laptörténete sorolja fel. Ez a jelzés csupán a megfogalmazás eredetét és a szerzői jogokat jelzi, nem szolgál a cikkben szereplő információk forrásmegjelöléseként.

### Tudományos folyóiratok
- Balch WE (1979). „Methanogens: reevaluation of a unique biological group”. Microbiol. Rev. 43 (2), 260–296. o. PMID 390357. PMC 281474.
- (2014) „Genome sequence of the mud-dwelling archaeon Methanoplanus limicola type strain (DSM 2279(T)), reclassification of Methanoplanus petrolearius as Methanolacinia petrolearia and emended descriptions of the genera Methanoplanus and Methanolacinia”. Standards in Genomic Sciences 9 (3). DOI:10.4056/sigs.5138968.
- Zellner G (1989). „Methanolacinia gen. nov., incorporating Methanomicrobium paynteri as Methanolacinia paynteri comb. nov”. J. Gen. Appl. Microbiol. 35 (3), 185–202. o. DOI:10.2323/jgam.35.185.

### Tudományos adatbázisok
- Methanolacinia PubMed hivatkozásai
- Methanolacinia PubMed Central hivatkozásai
- Methanolacinia Google Scholar hivatkozásai